# 金東一 (化学者)
金東一（キム・ドンイル、1908年3月9日 - 1998年7月20日）は、大韓民国の応用化学者。号は石泉（석천）。

## 経歴
1908年3月9日、平安南道江西郡に生まれる。教育熱心な父親の意向で幼い頃から漢文を学び、私立鳳儀学校、平壌上儒公立普通学校、平壌公立高等普通学校を経て、1926年に旧制佐賀高等学校理科甲類へ入学し、1929年卒業。翌年には東京帝国大学へ進み、1933年工学部応用化学科を卒業。当時、応用化学科の唯一の朝鮮人卒業生であった。
1年間指導教授のもとで助手を務めたのち、1934年に岩城硝子へ入社。同社では1939年まで研究科長を務め、酢酸セルロース関連技術により7つの特許を取得した。その後、鐘淵紡績に引き抜かれたが、1942年にはさらに京城紡織へ転じた。
光復後、京城帝国大学教授となり、1946年にはソウル大学校工科大学の初代学長に就任。教授不足のため、専門とする繊維工学以外の科目でも教鞭をとった。1952年、朝鮮戦争の勃発によって持ち越されていた理学博士号を取得。大韓民国の成立後、最初に理学博士号を授与されたうちの一人である。
その後も韓国化学界の元老として長年に渡って活動し、1998年7月20日に90歳で死去した。

## 参考資料
- 權寧玉 (2001), “김동일(金東一)”, 한국민족문화대백과사전, 한국학중앙연구원(韓国学中央研究院) 2020年12月30日閲覧。
- 전찬미 (n.d.), 김동일(1908~1998), 전북대학교 한국과학문명학연구소(全北大学校韓国科学文明学研究所) 2020年12月30日閲覧。